# Меликство

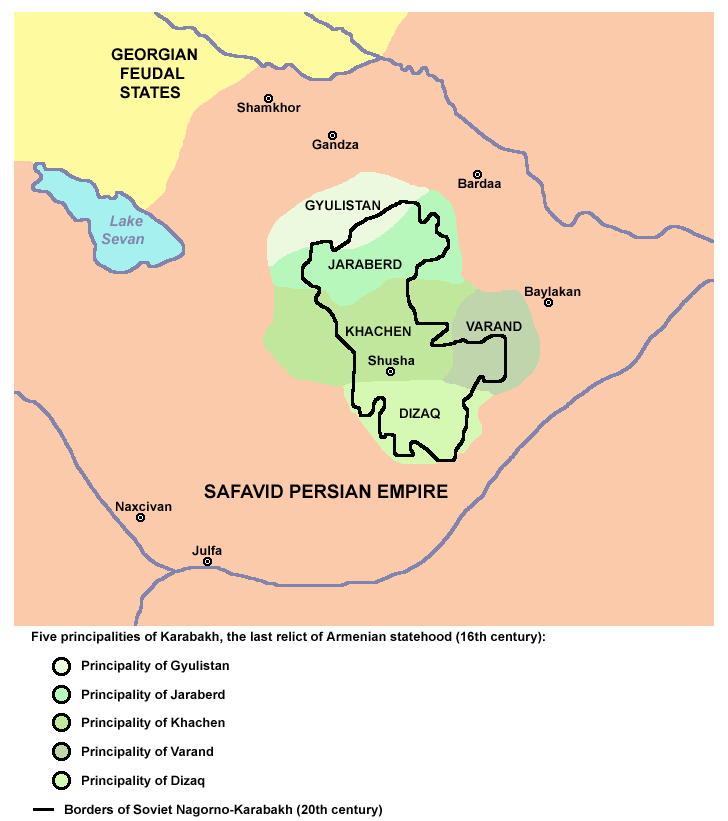
Меликства Нагорного Карабаха в XVI веке

Меликство — позднесредневековое (XIII—XVI в.) административно-территориальное образование, управляемое меликом.
В государстве Сефевидов титул «мелик» носили представители третьего (из четырёх) по рангу владетельного сословия — владетели небольших округов. Эта группа феодалов состояла из потомков древней местной аристократии, не принадлежавшей к кочевым племенам, которая была почти совершенно истреблена в Иранском Азербайджане и в большей части кавказской Армении, где она была заменена кызылбашской и курдской кочевой знатью. Однако, потомки старинных родов сохранились кое-где в Карабахе, но большей частью в Ширване.
Владетельные армянские мелики в государстве Сефевидов существовали в Лори, Болнис-Хачене, Сюнике и Эриванском ханстве, а в Карабахе в округах Джраберд, Гюлистан, Хачен, Варанда и Дизак (Хамсэй-и Карабах), а также в Кашатагe.
Мелик (князь) обладал всеми признаками княжеской власти: он был наследным владетелем меликства, имел своё войско, крепости, суды, административный аппарат, обладал правом налогообложения. Население меликства считало себя подданными мелика-князя. Истории известны случаи, когда вместе с переселением мелика на другую территорию туда же переселялось и значительное число его подданных (так случилось, например, при переселении Мелик-Еганянов в Лори). При наличии вассальной зависимости подданных от мелика в Армении отсутствовало крепостное право, и потому крестьяне считались свободными.

## Меликства Нагорного Карабаха
В 1639 году, после окончательного раздела Армении между Турцией и Персией, последними остатками армянской государственности являлись меликства Нагорного Карабаха. Пять армянских меликств Нагорного Карабаха (известные так же как Меликства Хамсы) — Гюлистан, Джраберд, Варанда, Хачен и Дизак, были созданы при шахе Аббасе I в начале XVII века. Согласно авторитетной Британской энциклопедии в Нагорном Карабахе объединение из пяти армянских меликств сумело отстоять свою автономию и даже сохранить независимость в короткий период 1722—1730 годов, во время борьбы между Персией и Турцией. Энциклопедия ислама называет армянские меликства Карабаха полуавтономными феодальным владениями сохранившимися до XVIII века. Согласно Большой российской энциклопедии:
Последними остатками арм. государственности с 16 в. являлись 5 относительно независимых княжеств Карабаха в составе Персии, во главе которых стояли мелики (князья) из разл. ветвей рода Араншахиков.
Российский источник 1743 года сообщает:
Карабаг есть страна лежащая между левого берега Аракса и правого реки Куры, выше Муганского поля, в горах. Главнейшие обитатели её —- Армяне, управляемые наследственно 5 своими меликами или природными князьями, по числу сигнагов или кантонов: 1.Чараперт, 2. Игермадар, 3.Дузах, 4. Варанд, 5. Хачен.
По мнению азербайджанского историка XIX века Мирза Адигезаль-бека, и армянского писателя Раффи, только мелик Хачена был местного происхождения, остальные четыре князя были переселенцами в Карабах, в разные периоды. Армянские историки Б. Улубабян и А. Магалян придерживаются мнения, что все меликские династии Карабаха являются потомками ранее правивших армянских княжеских династий. Два из пяти меликских родов Нагорного Карабаха — Гасан-Джалаляны и Допяны, вели свою родословную от хаченских князей Вахтангянов.
От великого армянского государства
 осталась после шаха Аббаса перед двумя
 веками самовластная провинция Карабаг. 
В ней ныне известны пять меликов…
Александр Суворов
- Гюлистан или Талыш со столицами в одноимённых крепостях. Тамошние владетели Мелик-Беглеряны происходили от некоего удина Абова по прозвищу «Чёрный Абов», выходца из села Нидж в Ширване, человека не простого[15], но сочинившего себе родословную, восходящую к албанским царям. В советское время на этой территории располагался Шаумяновский район АзССР, за пределами НКАО; в 1991 году был объявлен частью непризнанной НКР; в 1992 г. армянское население было изгнано, и с 1992 г. территория контролируется армией Азербайджанской Республики[16].
- Джераберд со столицей в крепости Джераберд. Там правили Мелик-Исраеляны, происходившие от сюникского (Сюник, иначе Зангезур — близлежащая область Армении) мелика Исайи, сына Исраела, который бежал в область в 1687 г. после убийства местного хана, обесчестившего его сестру. В дальнейшем правление над Джрабердом перешло к Мелик-Алавердянам, а последними правителями Джраберда был Мелик-Вани из княжеского рода Атабекян.
- Хачен — осколок древнего княжества Гасан-Джалалянов со столицей в крепости Тарханаберд (Хоханаберд). Правившая там династия меликов, считала себя потомками коренных Араншахов, правителей Восточного края или Алуанка. Гасан-Джалаляны являлись ветвью древнего армянского рода Сюни[17]. Почётный профессор истории Джорджтаунского университета Кирилл Туманов отмечает, что последние сохранили титул мелика вплоть до присоединения армянских земель к России в XIX веке[18]
- Варанда с крепостью Аветараноц, в которой располагалась резиденция меликов Шахназаров. Они происходили от армянского князя Шахназара, правителя юго-восточных окраин Гехаркуника, которого шах Аббас I сделал меликом за оказанные услуги. Род самого князя Шахназара происходил от армянского княжеского рода Допянов, властителей княжества Цар (северо-западный Арцах).
- Дизак с крепостью Тох. Им правили Мелик-Аваняны, которые являлись ответвлением рода меликов Лори (потомком которых был М. Т. Лорис-Меликов), из армянской провинции, которая позже входила в состав Грузинского царства[19];[10].

В более позднее время Джрабердом правили Мелик-Аллахвердяны и Атабекяны. Мелик-Атабекяны ведут своё происхождение от князей Хасан-Джалалянов.
Вот как армянский писатель Раффи, автор книги «Меликства Хамсы», описывает меликства Карабаха:
Власть меликов была наследственной: после смерти отца бразды правления и титул «мелик» переходили к старшему сыну, а другие братья назывались беками. Здесь вместо закона правили воля властителя и народные обычаи, сохранившиеся в первозданном виде. Мелики обладали неограниченной властью над своими подданными, они имели право судить, наказывать и даже приговаривать к смерти. Мелики были связаны друг с другом как политическими интересами, так и родственными отношениями, и, таким образом, все пять княжеств Хамсы вместе составляли единый целостный союз. Защищённые неприступными горами и дремучими лесами, они не позволяли ни одному мусульманину поселиться в своих владениях, и всё население Карабаха состояло только из армян, число которых было весьма значительно.

## Меликства Зангезура
Р. Хьюсен считает, что в Сюнике существовали четыре крупных меликства — в Сисиане, Капане, Татеве и Кашатаге. Из них в Сисиане правили мелики Тангяны. И. Петрушевский пишет об армянском меликстве в Кашатаге около реки Акера к юго-западу от Карабаха. 
В 1722 году началось восстание армянских меликств этой области. Предводитель восстания Давид-Бек в 1728 году скончался в крепости Алидзор, после чего его заменил Мхитар-Бек. Через некоторое время, однако, раздоры среди предводителей движения привели к тому, что часть их во главе с священником тер Аветисом вступила в переговоры с турецкими властями, в результате чего крепость Алидзор была сдана туркам. Хотя Мхитар продолжал борьбу, но он был убит 1730 году, что привело к завершению 8-летней борьбы армян.

## Мелики Еревана
С середины XVII века до 1828 года армянское население Эриванского ханства находилась в непосредственной юрисдикции мелика Еревана из рода Мелик-Агамалянов. Начало образования меликства Еревана датируется временем завершения османо-сефевидской войны в 1639 году, и, вероятно, он являлось частью всеобщей административной реорганизации Персидской Армении после длительного периода войн и нашествий.